# Milman Parry
Milman Parry (20 de Junho de 1902—3 de dezembro de 1935) foi um classicista estadunidense cujas teorias sobre a origem das obras de Homero revolucionaram os estudos homéricos a um grau tão fundamental que ele foi descrito como o "Darwin dos estudos homéricos".  Além disso, ele foi um pioneiro na disciplina de tradição oral.

## Carreira acadêmica
Entre 1933 e 1935 Parry, na época professor assistente da Universidade de Harvard, fez duas visitas à Iugoslávia, onde estudou e gravou poesia tradicional oral em servo-croata com a ajuda de seu assistente Albert Lord e de um cantor e fixador nativo chamado Nikola Vujnović, que se tornou essencial para encontrar e se comunicar com outros cantores, conhecido como o guslar . Eles trabalharam na Bósnia, onde a alfabetização era mais baixa e a tradição oral era, no termo usado por Parry e Lord, "mais pura". Eles fizeram milhares de horas de gravações em aldeias remotas nas montanhas de fazendeiros analfabetos que entoavam canções épicas de prodigiosa duração de memória. Parry e Lord gravaram em um equipamento recém-inventado, discos planos de alumínio em vez de vinil, feitos sob medida para a expedição, com tempo de gravação de apenas 5 minutos. Os discos eram trocados continuamente por uma máquina especial de 2 discos para criar uma única gravação longa, posteriormente transcrita. Eles também gravaram conversas entre guslari depois que ficou claro que isso também fazia parte do processo criativo que fertilizou a improvisação.
A "joia da coleção" é The Wedding Song of Smailagić Meho, de um jovem poeta muçulmano chamado Avdo Međedović , "de longe o artista mais habilidoso e versátil que Milman encontrou". Com mais de 12 000 linhas e executado durante 5 dias, foi o análogo mais próximo de Homer em qualidade e quantidade; Parry disse que um "tem a sensação avassaladora de que, de alguma forma, está ouvindo Homer". Mededović gabou-se de que conhecia canções mais longas.
Em suas publicações americanas da década de 1930, Parry introduziu a hipótese de que a estrutura formular da epopéia homérica deve ser explicada como um traço característico da composição oral, a chamada Hipótese Fórmula Oral. Após a morte de Parry, a ideia foi defendida por Albert Lord, principalmente em The Singer of Tales (1960).

## Morte
Quando Parry voltou para os Estados Unidos em 1935, ele soube que sua sogra rica havia se envolvido com algumas pessoas que estavam roubando dela sem seu conhecimento. Durante suas excursões de campo nos Bálcãs, Parry havia desenvolvido o hábito de carregar uma arma e colocou uma na bagagem para uma visita à Califórnia com sua esposa, a fim de ajudar sua sogra. No final da tarde de 3 de dezembro, no Palms Hotel, em Los Angeles, Parry se vestia para um jantar com amigos, enquanto sua esposa estava em outro quarto. Os relatos divergem, mas ela ouviu um tiro abafado ou o gemido de Parry e o encontrou com um tiro no coração. Ele morreu logo depois. Os detetives da polícia determinaram que a arma foi disparada acidentalmente enquanto ele retirava roupas de sua bagagem. A trava de segurança não foi ajustada e o gatilho ficou emaranhado em uma camisa.
Vários rumores circularam, incluindo as ideias de que Parry cometeu suicídio porque estava desanimado com o fracasso de Harvard em dar-lhe uma nomeação permanente, ou que sua esposa o matou. A filha de Parry, Marian, acreditou pelo resto de sua vida que sua mãe o matou, e apontou para os ataques insanos de sua mãe e as acusações de infidelidade. O exame detalhado das evidências pelo classicista Steve Reece concorda com a conclusão oficial contemporânea de que a morte de Parry foi acidental.
Os papéis coletados de Parry foram publicados postumamente em The Making of Homeric Verse: The Collected Papers of Milman Parry, editado por seu filho Adam Parry (Oxford University Press, 1971). A coleção de registros e transcrições de Milman Parry da poesia heróica do sul eslavo está agora na Biblioteca Widener da Universidade de Harvard. A revista Oral Tradition é dedicada ao avanço do trabalho de Parry.

## Influência
De acordo com Steve Reece, existe "uma enorme quantidade de literatura sobre o legado intelectual de Parry". Sua influência é evidente no trabalho de estudiosos posteriores que argumentaram que houve uma ruptura fundamental na estrutura institucional entre a Grécia homérica e a Grécia platônica, uma ruptura caracterizada pela transição de uma cultura oral para uma cultura escrita. Essa linha de pensamento sustenta que, na sociedade homérica, a poesia oral serviu como um registro de práticas institucionais e culturais. Esta tese está associada a Eric Havelock, que cita Parry. Havelock argumenta que as expressões fixas que Parry identificou podem ser entendidas como ajudas mnemônicas, que foram vitais para o bem-estar da sociedade, dada a importância das informações veiculadas pela poesia.

## Obra
- Making of Homeric Verse. Oxford University Press, 1971. ISBN 0198141815